# 延寿駅
延寿駅（ヨンスえき）は大韓民国仁川広域市延寿区延寿洞にある、韓国鉄道公社（KORAIL）水仁・盆唐線の駅。駅番号はK266。

## 歴史
- 2012年6月30日 - 水仁線再開業により開業。
- 2020年9月12日 - 水仁・盆唐線の開業により駅番号がK258からK266に変更。

## 駅構造
相対式ホーム2面2線の地上駅。

### のりば
| ↑ 松島   |
| \| 2     |
| 源仁斎 ↓ |

| 1・2 | 水仁・盆唐線 | 仁荷大・新浦・仁川方面           |
| 3・4 | 水仁・盆唐線 | 源仁斎・烏耳島・水原・往十里方面 |

## 利用状況
近年の一日平均利用人員推移は下記のとおり。
なお、2012年は開業日の6月30日から12月31日までの185日間を基準にしたものである。
| 路線         | 路線     | 2010年 | 2011年 | 2012年 | 2013年 | 2014年 | 2015年 | 2016年 | 2017年 | 2018年 | 2019年 | 出典  |
| ------------ | -------- | ------ | ------ | ------ | ------ | ------ | ------ | ------ | ------ | ------ | ------ | ----- |
| 水仁・盆唐線 | 乗車人員 | 未開業 | 未開業 | 2,280  | 2,876  | 3,356  | 3,457  | 2,339  | 5,257  | 5,227  | 5,288  | [ 1 ] |
| 水仁・盆唐線 | 降車人員 | 未開業 | 未開業 | 2,317  | 2,825  | 3,253  | 3,334  | 2,084  | 5,226  | 5,202  | 5,285  | [ 1 ] |
| 路線         | 路線     | 2020年 | 2021年 | 2022年 | 2023年 |        |        |        |        |        |        |       |
| 水仁・盆唐線 | 乗車人員 | 3,635  | 3,827  | 4,328  | 4,615  |        |        |        |        |        |        |       |
| 水仁・盆唐線 | 降車人員 | 3,668  | 3,782  | 4,304  | 4,576  |        |        |        |        |        |        |       |

## 駅周辺
- 嘉泉大学校メディカルキャンパス
- 延寿中学校
- 延寿保健所
- 仁川ヒムチャン病院
- 延寿1洞治安センター
- メガボックス延寿
- 仁川生活科学高等学校（朝鮮語版）
- 仁川バイオ科学高等学校（朝鮮語版）

## 隣の駅
韓国鉄道公社
 水仁・盆唐線
急行
源仁斎駅 (K265) - 延寿駅 (K266) - 仁荷大駅 (K269)
緩行
源仁斎駅 (K265) - 延寿駅 (K266) - 松島駅 (K267)